# Курьер (кантон)
Курье́р (фр. Courrières) — упраздненный кантон во Франции, регион Нор-Па-де-Кале, департамент Па-де-Кале. Входил в состав округа Ланс.
В состав кантона входили коммуны (население по данным Национального института статистики за 2009 г.):
- Курьер (10 424 чел.)
- Уаньи (9 951 чел.)

## Экономика
Структура занятости населения:
- сельское хозяйство — 0,8 %
- промышленность — 12,5 %
- строительство — 12,2 %
- торговля, транспорт и сфера услуг — 33,4 %
- государственные и муниципальные службы — 41,2 %

## Политика
На президентских выборах 2012 г. жители кантона отдали в 1-м туре Франсуа Олланду 32,4 % голосов против 29,2 % у Марин Ле Пен и 17,0 % у Николя Саркози, во 2-м туре в кантоне победил Олланд, получивший 60,1 % голосов (2007 г. 1 тур: Сеголен Руаяль — 29,6 %; Саркози — 24,4 %. 2 тур: Руаяль — 53,9 %). На выборах в Национальное собрание в 2012 г. по 11-му избирательному округу департамента Па-де-Кале они в 1-м туре отдали большинство голосов — 41,4 % — лидеру Национального фронта Марин Ле Пен, но во 2-м туре в кантоне победил кандидат Социалистической партии Филипп Кемель, набравший 51,2 % голосов. (2007 г. 14-й округ. Альбер Факон (СП): 1 тур — 44,9 %, 2 тур — 64,9 %). На региональных выборах 2010 года в 1-м туре победил список социалистов, собравший 40,2 % голосов против 25,8 % у Национального фронта, 8,7 % у списка «правых» и 7,8 % у коммунистов. Во 2-м туре единый «левый список» с участием социалистов, коммунистов и «зелёных» во главе с Президентом регионального совета Нор-Па-де-Кале Даниэлем Першероном получил 56,3 % голосов, Национальный фронт Марин Ле Пен занял второе место с 31,0 %, а «правый» список во главе с сенатором Валери Летар с 12,7 % финишировал третьим.
|  | Кандидат         | Партия                  | % голосов |
|  | ---------------- | ----------------------- | --------- |
|  | Жан-Пьер Корбизе | Социалистическая партия | 100,00    |

|  | Кандидат         | Партия                  | % голосов |
|  | ---------------- | ----------------------- | --------- |
|  | Жан-Пьер Корбизе | Социалистическая партия | 48,87     |
|  | Кристоф Пилш     | Левые партии            | 29,81     |
|  | Кристофер Щурек  | Национальный фронт      | 13,23     |
|  | Жан-Луи Фоссье   | Коммунистическая партия | 8,10      |